# Phyllanthus rangachariarii
Phyllanthus rangachariarii är en emblikaväxtart som beskrevs av Murugan, Kabeer och G.V.S.Murthy. Phyllanthus rangachariarii ingår i släktet Phyllanthus och familjen emblikaväxter. Inga underarter finns listade i Catalogue of Life.